# Classe Independence

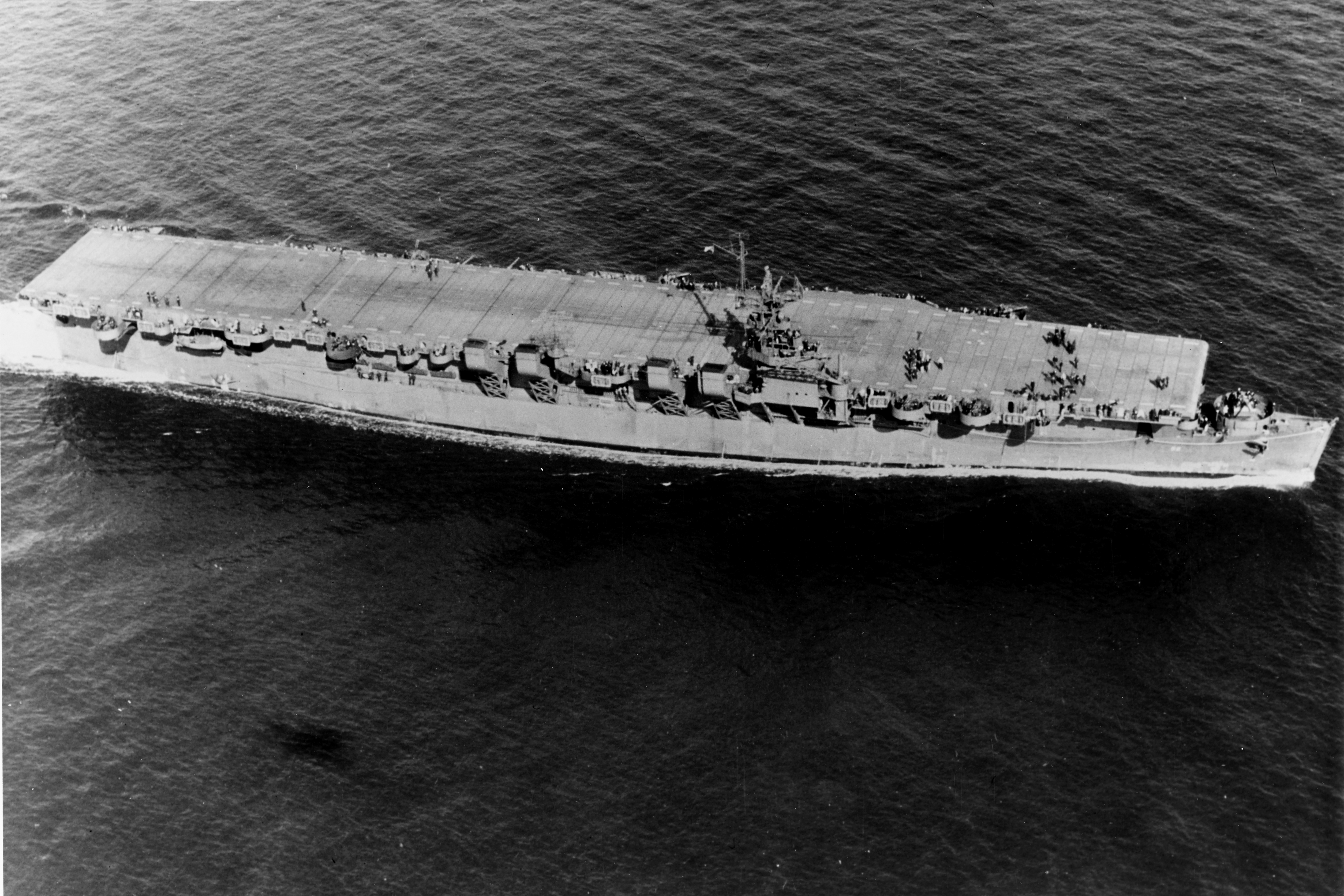
USS Independence (CVL-22)

Classe Independence identifica uma classe de porta-aviões leves (Light Aircraft Carrier - CVL ou Cruiser Voler Light) da Marinha dos Estados Unidos.

## Porta-aviões
Fonte: history.navy.mil
| Nº na amurada | Nome         | Construtor                        | Batimento de quilha    | Lançamento              | Fatalidade                                                                        |
| ------------- | ------------ | --------------------------------- | ---------------------- | ----------------------- | --------------------------------------------------------------------------------- |
| CVL-22        | Independence | New York Shipbuilding Corporation | 1 de maio de 1941      | 22 de agosto de 1942    | Usado como alvo na Operação Crossroads em 1946, afundado em San Francisco em 1951 |
| CVL-23        | Princeton    | New York Shipbuilding Corporation | 2 de junho de 1941     | 18 de outubro de 1942   | Afundado pela tripulação após ataque aéreo em 24 de outubro de 1944               |
| CVL-24        | Belleau Wood | New York Shipbuilding Corporation | 11 de agosto de 1941   | 6 de dezembro de 1942   | Transferido para a Marinha Francesa em 1953 renomeado como Bois Belleau           |
| CVL-25        | Cowpens      | New York Shipbuilding Corporation | 17 de novembro de 1941 | 17 de janeiro de 1943   | Desmanchado em Portland em 1960                                                   |
| CVL-26        | Monterey     | New York Shipbuilding Corporation | 29 de dezembro de 1941 | 28 de fevereiro de 1943 | Desmanchado em Filadélfia em 1971                                                 |
| CVL-27        | Langley      | New York Shipbuilding Corporation | 11 de abril de 1942    | 22 de maio de 1943      | Transferido para a Marinha Francesa em 1961 renomeado como La Fayette             |
| CVL-28        | Cabot        | New York Shipbuilding Corporation | 16 de março de 1942    | 4 de abril de 1943      | Transferido para a Armada Espanhola em 1967 renomeado como Dédalo                 |
| CVL-29        | Bataan       | New York Shipbuilding Corporation | 31 de agosto de 1942   | 1 de agosto de 1943     | Desmanchado em San Francisco em 1961                                              |
| CVL-30        | San Jacinto  | New York Shipbuilding Corporation | 26 de outubro de 1942  | 26 de setembro de 1943  | Desmanchado em Los Angeles em 1971                                                |